# Анучин, Дмитрий Николаевич
Дми́трий Никола́евич Ану́чин (27 августа [8 сентября] 1843 или 8 сентября 1843, Санкт-Петербург — 4 июня 1923, Москва) — русский географ (первый в России профессор географии), антрополог, этнограф, археолог, музеевед, основоположник научного изучения географии, антропологии и этнографии в Московском университете — «создатель русской университетской географической школы», заслуженный профессор Императорского Московского университета (1906). В 1902 году ввёл в оборот термин «антропосфера» (1902). Автор трудов по этнической антропологии и антропогенезу, этнографии, первобытной археологии, общей физической географии, страноведению и истории науки.
В 1896 году избран ординарным академиком по кафедре зоологии Императорской Санкт-Петербургской Академии наук, почётный член Императорской Санкт-Петербургской Академии наук (1898), член-корреспондент Парижского антропологического общества (1879), действительный член Итальянского общества антропологии и географии (1880), Американского антропологического общества в Вашингтоне (1883), почётный член Королевского антропологического института в Лондоне (1897), член Русского горного общества (1900). С 1916 года — почётный член Императорского Московского университета.

## Биография
Родился 27 августа (8 сентября) 1843 года в Санкт-Петербурге младшим из шести детей (большинство из которых умерло в раннем детстве) в семье отставного поручика Николая Васильевича Анучина (происходил из духовного звания и выслужил потомственное дворянство на военной службе, окончив жизнь коллежским асессором в отставке). Мать, Татьяна Фирсовна, была дочерью крепостного крестьянина Фирса Захаровича Захарова из Галичского уезда Костромской губернии, ведавшего сборами оброков с крепостных крестьян помещика Сумарокова; получила образование в Петербургском пансионе.
В 1854 году был принят «своекоштным учеником» во второй класс 4-й (Ларинской) гимназии. В гимназические годы (1855—1857) лишился обоих родителей. После их смерти и смерти среднего брата Александра, по настоянию старшего брата Михаила был переведён в пансионеры. Гимназистом старших классов посещал «литературные утра», в которых участвовали Тургенев, Островский, Некрасов, Майков и другие писатели. В 1860 году, окончив гимназию, поступил на историко-филологический факультет Санкт-Петербургского университета, где на первом курсе слушал лекции профессоров: по общей истории — М. И. Касторского, по русской истории — Н. И. Костомарова, по славянским наречиям — И. И. Срезневского, по истории русской литературы — М. И. Сухомлинова, по физике — Э. Х. Ленца, по химии — Воскресенского, минералогии — Э. К. Гофмана, зоологии — С. С. Куторги. По совету Боткина и Сеченова, обнаруживших у него явные признаки туберкулёза лёгких, в 1861 году оставил учёбу в университете и уехал за границу. Вернувшись в 1863 году, поступил на естественное отделение физико-математического факультета Императорского Московского университета, которое окончил кандидатом в 1867 году. Его кандидатское сочинение называлось: «О генетическом сродстве видов рода Bison».
После окончания университета занимался этнографией, зоологией и антропологией. В 1871—1874 годах состоял учёным секретарём Общества акклиматизации животных и растений, активно участвовал в пополнении коллекций ценных растений и животных Зоологического сада Императорского Московского университета. В 1872 году вместе с профессором Императорского Московского университета Л. П. Сабанеевым основал журнал «Природа», где увидели свет его первые работы («Очерки африканской фауны», «Орел-скоморох» и др.).
Сдав в 1873 году магистерский экзамен, с 1874 года он преподавал географию в 6-й московской гимназии и в частной гимназии Репмана, естественную историю — в женском Екатерининском институте. По предложению А. П. Богданова 22 ноября 1874 года был избран членом Общества любителей естествознания, антропологии и этнографии, где в 1875 году на двух заседаниях Антропологического отдела (30 марта и 27 апреля) выступил с рефератом, посвящённом племени айнов, опубликованном затем в виде обширной статьи во II томе «Трудов Антропологического отдела» (1876). За перевод сочинения Дж. Леббока «Доисторические времена или первобытная эпоха человечества» в 1875 году был избран действительным членом Императорского Московского археологического общества.
В 1876 году был командирован за границу для подготовки к занятию кафедры антропологии, которая организовывалась тогда при Московском университете на частные средства, пожертвованные К. Ф. Фон-Мекком (25 000 рублей), и ознакомления с антропологическими музеями в Европе. В течение двух с половиной лет, проведённых за границей, слушал лекции и занимался в музеях Лондона, Берлина, Дрездена, Лейпцига, Мюнхена, Вены, Брюсселя, однако большую часть времени провёл в Париже, где слушал лекции в Антропологическом институте и работал в лаборатории Брока в Парижском Музеуме (Музее естественной истории). В 1878 году по поручению Общества любителей естествознания, антропологии и этнографии организовал русский антропологический отдел на Всемирной выставке в Париже.
По возвращении в Россию весной 1879 года принял участие в устройстве Московской антропологической выставки — её экспонаты стали основой экспозиции Музея антропологии при Московском университете, инициатором которого стал Анучин. В числе передавших ценные коллекции музею, были, в частности, Приамурский генерал-губернатор Гондатти, граф А. С. Уваров, политический ссыльный Феликс Кон, поэт Бальмонт.
19 января 1880 года прочитал в университете первую вступительную лекцию по антропологии и в марте того же года защитил магистерскую диссертацию «О некоторых аномалиях человеческого черепа, преимущественно в их распространении по расам» и приступил к чтению первого в России курса антропологии. В апреле 1881 года был утверждён приват-доцентом по кафедре антропологии Императорского Московского университета (после закрытия кафедры в 1884 году читал курс антропологии факультативно). В 1881—1884 годах преподавал также естествоведение в женском Екатерининском институте. В ноябре 1884 года назначен экстраординарным профессором по кафедре географии и этнографии историко-филологического факультета, где с 1885 года читал курс общего землеведения, с 1886 года — историческую географию, с 1887 года — курс географии России. В 1888 году кафедра географии была переведена на физико-математический факультет, где в 1889 году Анучин прочёл курс по географии Азии, ставший первым страноведческим курсом зарубежных стран, в 1890 году — первый университетский курс физической географии. Кроме лекционных курсов он вёл географический семинарий (1890—1917).
В 1880 году при изучении Валдайской возвышенности впервые определил её самую высокую точку — гору Каменник (321 м), также особое внимание уделял рельефу верховьев Волги. После возвращения из экспедиции Анучин передал собранные им на Валдайской возвышенности отметки высот для их обработки геодезисту и картографу А. А. Тилло, который использовал эти данные в своём труде «Каталог высот русских рек».
За опубликованный в 1886—1889 годах ряд научных трудов получил учёное звание доктора географии honoris causa (без представления диссертации) за совокупность трудов по географии, антропологии и этнографии. С апреля 1891 года — ординарный профессор по кафедре географии и этнографии, которой заведовал до 1919 года, когда произошло её разделение на кафедры географии и антропологии.
В 1892 году организовал в Москве первую географическую выставку, экспонаты которой легли в основу Географического музея при Московском университете.
В 1894—1895 годах участвовал в экспедиции под руководством А. А. Тилло для исследования истоков Волги, Западной Двины, Днепра, Верхневолжских озёр и озера Селигер. Окончательно решил вопрос об истоке Волги — у деревни Волговерхье, примерно в 70 км от города Осташков Тверской губернии.
В 1887 году посетил в Екатеринбурге научно-промышленную выставку, участвовал в Уральской археологической экспедиции Московского археологического общества, целью которой было изучение памятников культуры Урала.
В 1888 году избран товарищем председателя Императорского Московского археологического общества.
В 1889 году избран вице-президентом Общества любителей естествознания, антропологии и этнографии, в 1891 году — президентом. В 1890 году при Обществе по инициативе Анучина было создано географическое отделение под его председательством; в 1894 году при отделении был создан журнал «Землеведение», и в том же году Анучин был избран председателем антропологического отдела Общества; в 1902 году им была создана при географическом отделении общества географо-педагогическая комиссия.
В 1911—1912 гг. исполнял должность декана физико-математического факультета Московского университета. В 1912 году представлял Императорский Московский университет на торжествах, посвящённых 250-летнему юбилею Лондонского Королевского общества.
В 1915 году по инициативе Анучина в Москве проходит Первая всероссийская конференция преподавателей географии. В 1916 году Советом ИМУ избран почётным членом университета.
Скончался 4 июня 1923 года в Солдатенковской больнице после тяжелой болезни. Похоронен на 20-м участке Ваганьковского кладбища.

## Членство в обществах
- Член Московского общества акклиматизации животных и растений (1871), Московского общества испытателей природы (1972), Императорского Общества любителей естествознания, антропологии и этнографии (президент — 1890—1923)[9]. Состоял почётным членом:
- Итальянского общества антропологии и географии (действительный член с 1880 г.);
- Императорского Общества любителей естествознания, антропологии и этнографии (1887);
- Американского антропологического общества в Вашингтоне (1883);
- Греческого Филологического общества в Константинополе (1884);
- Берлинского Общества антропологии, этнологии и первобытной истории (1889);
- Королевского антропологического института в Лондоне (1897);
- Антропологического общества при Военно-медицинской академии (1895);
- Археологического института в Санкт-Петербурге (1883);
- Киевского общества естествоиспытателей (1894);
- Императорского Общества естествоиспытателей при Санкт-Петербургском университете (1900);
- Императорского Уральского общества любителей естествоиспытания (1897);
- Ростовского музея древностей (1887);
- Императорского Русского географического общества (1900)[10];
- Симбирской губернской учёной архивной комиссии (1897);
- Общества для пособия нуждающимся студентам Московского университета (1898);
- member associé Парижского антропологического общества(1893).

## Наследие
При Московском университете Анучин создал Географический музей — один из самых полных в России, с библиотекой до 10 000 томов, и Антропологический — крупнейший музей по антропологии и этнологии. Основал отечественную школу географов, является основателем русской лимнологии (озероведения).
Анучину принадлежит до 600 трудов по этнической антропологии и антропогенезу, этнографии, первобытной археологии, общей физической географии, страноведению и истории науки.
Работы Анучина «Рельеф поверхности Европейской России…» (1897 год), «Верхневолжские озера и верховья Западной Двины» (1897 год) положили начало систематическому изучению рельефа и озёр России. Благодаря тщательности исследования (для того, чтобы составить карту глубин Селигера было сделано около 8 тысяч измерений), до сих пор являются наиболее фундаментальной работой о Селигере и Валдайской возвышенности.
Среди работ по этнографии наиболее значительное влияние на развитие науки оказала статья «О задачах русской этнографии: (Несколько справок и общих замечаний)», которая открывала первый номер журнала «Этнографическое обозрение», в которой предопределил комплексный характер этнографических исследований в предстоящие годы. В 1890 г. исследователь выпустил очерк «Сани, ладья и кони, как принадлежности похоронного обряда», в котором продемонстрировал на основании иллюстративных, археологических и этнографических источников плодотворность предлагаемого им подхода.
В 1916 году передал в дар Императорскому Московскому университету личную библиотеку, содержащую около 2000 книг по географии, этнографии, истории, естествознанию, среди которых много редких изданий. В настоящий момент библиотека Анучина хранится в Отделе редких книг и рукописей Научной библиотеки МГУ имени М. В. Ломоносова.
В конце 2016 года в запасниках Музея землеведения МГУ была обнаружена считавшаяся утраченной фотоколлекция, собранная Д. Н. Анучиным. Она насчитывает шестьсот чёрно-белых снимков различной тематики.

## Известные ученики
Среди учеников Дмитрия Ивановича Анучина были известные географы-исследователи и педагоги: Лев Семёнович Берг, Александр Александрович Борзов, Александр Сергеевич Барков, Александр Николаевич Джавахишвили, Борис Фёдорович Добрынин, Иван Семёнович Щукин, Сергей Григорьевич Григорьев, Митрофан Степанович Боднарский, Александр Александрович Крубер, Михаил Александрович Боголепов, Бруно Фридрихович Адлер, Виктор Валерианович Бунак, Борис Николаевич Вишневский, Борис Сергеевич Жуков, Алексей Арсеньевич Ивановский, Борис Петрович Дитмар, Владимир Феликсович Пиоровский и многие другие. В части этнографии народов Дальнего Востока и археологии Южной Сибири идеи Анучина развивал Альберт Липский.

## Благотворительная деятельность
- Во время засухи и последовавшего за ней голода в 1891—1892 годах по инициативе Анучина товарищество по изданию газеты «Русские ведомости» предприняло издание научно-литературного сборника «Помощь голодающим», приняв на себя все расходы по его изданию. Анучин привлёк к работе над ним лучших русских писателей, художников и учёных: Л. Н. Толстого, А. П. Чехова, В. Г. Короленко, Д. Н. Мамина-Сибиряка, И. Е. Репина, И. И. Шишкина, Н. А. Ярошенко, В. Д. Поленова, В. Е. Маковского, В. М. Васнецова и др. Вырученные от продажи сборника 18 000 рублей Анучин распределил между особо пострадавшими районами Поволжья.
- 20 октября 1904 года на пожертвованный Анучиным капитал в 1000 рублей уездное земство Вятской губернии организовало в селе Лапугине (родине отца) народную библиотеку, которой было присвоено его имя, а в 1916 году пожертвовал 1600 рублей на строительство здания для библиотеки[14].

## Награды
- Орден Св. Владимира 3-й и 4-й степени.
- Орден Св. Анны 2-й степени.
- Французский орден Почётного легиона.
- Константиновская медаль (1913)[15]

## Увековечивание памяти
- Имя Д. Н. Анучина носят ледник на севере острова Новая Земля (ледник Анучина, ледник нанесён на карту в 1913 году Г. Я. Седовым, им же присвоено название леднику), ледник в Антарктиде (ледник Анучина, Земля Королевы Мод, 71°18′ ю.ш., 13°30′ в.д., ледник нанесён на карту в 1961 году, название присвоено в 1966 году), мыс (мыс Анучина, море Лаптевых, Северная Земля, мыс открыт и нанесён на карту в 1913 году Гидрологической экспедицией Северного Ледовитого океана на ледокольных теплоходах «Таймыр» и «Вайгач»), мыс (мыс Анучина, Баренцево море, Земля Франца-Иосифа, остров Грили, название мысу присвоено в 1953—1955 гг.), гора на Северном Урале, остров в Малой Курильской гряде[16] и кратер на Луне.
- Именем Д. Н. Анучина назван НИИ и Музей антропологии МГУ.
- В Музее землеведения МГУ (на 24-м этаже Главного здания) установлен бюст Д. Н. Анучина[17].
- Аудитория 1807 — одна из двух поточных — Географического факультета МГУ названа в честь Д. Н. Анучина.
- В Москве на доме № 6 по Хлебному переулку, где учёный жил в 1911—1923 годах, установлена мемориальная доска с его барельефом.
- Улица в Москве в Гагаринском районе (ЮЗАО) получила название Анучина в 2017 году[18].
- В 1900 г., ко дню 25-летия деятельности Анучина, в антропологическом отделе Общества любителей естествознания, антропологии и этнографии был основан «Русский Антропологический Журнал»[19].

### Премия имени Д. Н. Анучина
В честь Д. И. Анучина учреждена ежегодная премия, присуждаемая за лучшую опубликованную работу по географии, введена Постановлением Совета министров СССР (1948).
Категория:Лауреаты премии имени Д. Н. Анучина

## Труды
- Антропологические заметки: письма из-за границы / [соч.] Д. Н. Анучина .— Москва: Тип. М. Н. Лаврова и К° , 1877. — 20 с.
- Поездка к доисторическим памятникам южной Франции. — Москва, 1878.
- Антропология, её задачи и методы: (по поводу антропологической выставки) / [Д. А-н]. — Москва: Тип. «Рус. вед.», 1879. — 20 с.
- Отчёт о поездке в Дагестан летом 1882 года, совершённой при содействии Императорского Русского географического общества. — Санкт-Петербург: тип. А. С. Суворина, 1884. — [2], 93 с.
- К вопросу о составлении легенды для археологической карты России (по доисторической археологии / [Д. Анучин]. — Москва: Московская синодальная тип., ценз. 1884. — 8 с.
- Древняя география: лекции, читанные Д. Н. Анучиным в I полугодии 1886/7 учебного акад. года. — Москва, [1888] (2016). — [6], 260, II с.
- О географическом распределении мужского населения России (по данным о всеобщей воинской повинности в империи за 1874—1883) // Записки Императорского Русского Географического Общества по отделению статистики, т. 7, вып. 1, 1889
- О задачах русской этнографии: (Несколько справок и общих замечаний) / Д. Н. Анучин. — Москва: «Русская» типо-лит., 1889. — [2], 35 с.
- О культуре костромских курганов и особенно о находимых в них украшениях и религиозных символах. Москва: Тип. Н. Н. Шарапова, 1899. — 23 с.
- Сани, ладьи и кони, как принадлежности похоронного обряда // Древности, т. XIV, 1890.
- К истории ознакомления с Сибирью до Ермака: древнее русское сказание «О человецех незнаемых в восточной стране»: археолого-этнографический этюд : с 14-ю рисунками в тексте. — М., 1890[20].
- Амулет из кости человеческого черепа и трепанация черепов, в древние времена, в России / Д. Н. Анучин. — Москва: тип. Э. Лисснера и Ю. Романа, 1895. — 18 с., 13 ил., [3] л. ил. — Отд. оттиск: Труды Виленского археологического съезда. Т. 1
- Рельеф поверхности Европейской России в последовательном развитии о нём представлений // Землеведение, 1895. Т. I. — С. 77—126; Т. IV. — С. 65—124.
- Князь В. А. Черкаский и гражданское управление в Болгарии 1877—1878 гг. // Русская старина. Том 87. — СПб.: Тип. «Общественная польза», 1896. — С. 45—81, 231—254.
- К вопросу о диких лошадях и об их приручении в России // Журнал Министерства Народного Просвещения, 1896.
- Фритьоф Нансен, его подвиги и открытия — Москва: тип. «Русских ведомостей», 1896. — 31 с.
- Верхневолжские озера и верховья Западной Двины. Рекогносцировочные исследования 1894—1895 гг. // Труды Экспедиции по исследованию источников рек Европейской России, издаваемые Начальником Экспедиции, Генерал-Лейтенантом А. А. Тилло. М.: Типо-литография Высочайше утвержденного Товарищества И. Н. Кушнерев и К°, 1897. — 156 с.
- Каменный век и доисторическое население Египта, по новейшим исследованиям / Д. Н. Анучин. — Москва: т-во тип. А. И. Мамонтова, 1898. — [2], 43 с.
- Озера области истоков Волги и верховьев Западной Двины: (По исслед. 1894—95 гг.) — Москва: т-во тип. А. И. Мамонтова, 1898. — [2], 56 с.: ил., диагр., карт.
- А. С. Пушкин: (Антропол. эскиз) — Москва: тип. «Русских ведомостей», 1899. — 44 с.
- К истории искусства и верований у Приуральской чуди в кн: «Материалы по археологии восточных губерний». — М., 1899.
- Беглый взгляд на прошлое антропологии и на её задачи в России / Д. Н. Анучин. — Москва: Типо-литогр. А. В. Васильева, 1900. — 18 с.
- Цикл статей «Япония и японцы» // Землеведение за 1904—1906 гг.
- Извержение Везувия и землетрясение в Калифорнии в апреле 1906 г.: (сообщение, сделанное в годичном собрании О-ва любителей естествознания, антропологии и этнографии 15 октября 1906 г.): (из журн. «Землеведение» за 1906 г.) / Д. Н. Анучин, 1907. — 39 с.
- Старинная морская карта на пергаменте из собрания А. С. Уварова: с 1 табл. и 4 рис. в тексте / Д. Н. Анучин. — Москва: типография Г. Лисснера и Д. Собко, 1915. — 16 с., [1] л. табл.
- Анучин Д. Н. О людях русской науки и культуры: Статьи, некрологи и заметки / Под ред. А. В. Арциховского, В. А. Варсанофьевой, А. И. Соловьёва; Переплёт художника В. А. Селенгинского. — Изд. 2-е. — М.: Географгиз, 1952. — 336, [2] с. — 15 000 экз.
- Анучин Д. Н. Географические работы: сборник научных трудов / Д. Н. Анучин; под ред. и со вступит. ст. А. А. Григорьева. — М.: Географгиз, 1954. — 472 с.: ил., карты.
- Анучин Д. Н. Геологическое прошлое и географическое настоящее Москвы // Москва в зеркале веков. — М.: АСТ: Астрель, 2007. — С. 3—30.
- Анучин Д. Н. Доисторическое прошлое Москвы // Москва в зеркале веков. — М.: АСТ; Астрель, 2007. — С. 31—75.
- Анучин Д. Н. Избранные географические работы / Д. Н. Анучин. — М.: Издательство Юрайт, 2018. — 356 с. — (Серия: Антология мысли).
- Анучин Д. Н. Учёные, путешественники, первооткрыватели. Избранные очерки / Д. Н. Анучин. — Москва: Издательство Юрайт, 2019. — 205 с. — (Открытая наука). — ISBN 978-5-534-10662-6.